# Salmon-Gletscher (Antarktika)
Der Salmon-Gletscher ist ein kleiner Gletscher in den Denton Hills des ostantarktischen Viktorialands. Er liegt 8 km westsüdwestlich des Kap Chocolate und unmittelbar südlich des Salmon Hill.
Teilnehmer der vom britischen Polarforscher Robert Falcon Scott geleiteten Terra-Nova-Expedition (1910–1913) hatten ihn ursprünglich Davis-Gletscher benannt. Die neuseeländische geologische Mannschaft der Commonwealth Trans-Antarctic Expedition (1956–1958) benannte ihn in die heutige Form um, um Verwechslungen mit dem gleichnamigen Davis-Gletscher zu vermeiden. Namensgebend ist die durch Frank Debenham bei der Terra-Nova-Expedition vorgenommene Benennung des Salmon Hill nach dem lachsfarbenen Gestein des Hügels.